# Merionoeda lombokiana
Merionoeda lombokiana là một loài bọ cánh cứng trong họ Cerambycidae.